# Tiếng Mạc
Tiếng Mạc (tiếng Trung: 莫语; tên tự gọi: ʔai3 maːk8) là một ngôn ngữ Đồng–Thủy được nói ở huyện Lệ Ba, châu Kiềm Nam, tỉnh Quý Châu, Trung Quốc. Nó được nói chủ yếu ở bốn trấn Dương Phong (羊/阳风乡, bao gồm phương ngữ Đại Lợi 大利村 và Tân Xương 新场村), Phương Thôn (方村), Giáp Lương (甲良) và Địa Nghệ (地莪) thuộc Giáp Lương (甲良), Lệ Ba. Người nói tiếng Mạc cũng sinh sống tại huyện Độc Sơn. Tiếng Mạc được nói cùng với tiếng Cẩm và tiếng Bố Y. Người Mạc được chính phủ Trung Quốc chính thức phân loại là dân tộc Bố Y.
Dương (2000) coi Cẩm và Mạc là những phương ngữ khác nhau của cùng một ngôn ngữ.
Phương ngữ Phương Thôn được Lý Phương Quý nghiên cứu lần đầu tiên vào năm 1942, và phương ngữ Dương Phong được nghiên cứu vào những năm 1980 bởi Nghê Đại Bạch thuộc Đại học Dân tộc Trung Quốc. Nghê cũng ghi lại rằng người Mạc chỉ hát các bài dân ca Bố Y và khoảng 5.000 người Mạc đã chuyển sang nói tiếng Bố Y.